# Biharia
Biharia (en húngaro: Bihar) es una comuna en el condado de Bihor, en la región histórica de Crișana, Rumanía. Se compone de dos pueblos, Biharia y Cauaceu (en húngaro: Hegyközkovácsi).

## Historia
El pueblo se menciona por primera vez en 1067 con el nombre de Byhor, más tarde como Bychor en 1213, como Bihar en 1332,  y nuevamente, en 1349 como Byhor. La Gesta Hungarorum, que se cree que fue escrita en la época del rey Béla III de Hungría (1172 – 1196), menciona que el duque Árpád (nacido en 845) mandó enviados a un castillo llamado Bychor, al duque Menumorut.
Biharia tiene una historia política compleja, con períodos del Reino de Hungría, el Reino Húngaro Oriental y el Principado de Transilvania. Con la desintegración del imperio austrohúngaro al final de la Primera Guerra Mundial y la consecuente Guerra húngaro-rumana, el Ejército rumano entró en el pueblo y, tras el Tratado de Trianón de 1920, Biharia pasó a formar parte del Reino de Rumanía. Durante el período de entreguerras, pasó a formar parte de la región de plasă Centrală, en el condado de Bihor. A raíz del segundo arbitraje de Viena del 30 de agosto de 1940, el territorio del norte de Transilvania (del que formaba parte la ciudad de Biharia) volvió al Reino de Hungría. Hacia el final de la Segunda Guerra Mundial, las fuerzas rumanas y soviéticas recuperaron la ciudad de manos de las tropas húngaras y alemanas en octubre de 1944, durante las etapas iniciales de la Batalla de Debrecen .
Tras la reforma administrativa de 1950, la comuna pasó a formar parte del raión de Oradea, dentro de la región de Bihor (rebautizada como región de Oradea en 1952 y región de Crișana en 1960). En 1968, se restableció la antigua división territorial en județ, y Biharia volvió a formar parte del condado de Bihor.

## Demografía
En el censo de 2011, la comuna tenía 4 205 habitantes, de los cuales el 85,87% eran húngaros, el 12,12% rumanos y el 1,73% romaníes. En el censo de 2021, Biharia tenía una población de 4 393; de ellos, el 74,37% eran húngaros, el 17,94% rumanos y el 1,18% romaníes.